# Байконур (космический центр)
ФКЦ «Байконур» — бывшее предприятие Роскосмоса на космодроме Байконур.
Существовало до 2009 года и имело полное наименование: Федеральное государственное унитарное предприятие "Федеральный космический центр «Байконур».
16 декабря 2008 года Президент РФ Д. А. Медведев подписал Указ "О реорганизации федерального государственного унитарного предприятия «Центр эксплуатации объектов наземной космической инфраструктуры» в форме присоединения КБ «Мотор», КБОМ, КБТМ, КБТХМ, НПФ «Космотранс», ОКБ «Вымпел», ФКЦ «Байконур». Реорганизация осуществляется в целях сохранения, развития и оптимизации использования интеллектуальных, производственных и финансовых ресурсов российской ракетно-космической промышленности для реализации федеральной программы создания космических и наземных систем.
В 2009 году предприятие вошло в состав Федерального государственного унитарного предприятия ЦЭНКИ.

## Функции предприятия
Предприятие создано Указом Президента России от 17 декабря 1997 года и последующим Постановлением Правительства РФ для координации деятельности подразделений предприятий космической отрасли и организации их взаимодействия при подготовке и проведении запусков космических аппаратов.
Функции предприятия: сохранение и поддержание научно-технического потенциала космодрома Байконур; управление деятельностью космодрома в соответствии с руководящими документами Роскосмоса; организация эксплуатации объектов космодрома; организация и обеспечение проведения летных испытаний космической и ракетной техники; организация и обеспечение работ при подготовке и проведении запусков космических аппаратов по Федеральной космической программе, в интересах обороны и безопасности страны, в рамках международного сотрудничества и коммерческого назначения.
Все технологические операции на техническом и стартовом комплексах космодрома при подготовке составных частей ракет-носителей и запусках космических аппаратов проводятся под контролем инструкторских групп ФКЦ «Байконур». На предприятие возложены задачи формирования совместных расчетов запусков и руководства ими.
ФКЦ выполняет и ряд функций по обеспечению запусков: анализ летно-технических характеристик, баллистическое, астрономо-геодезическое и метрологическое обеспечение, таможенное сопровождение и другие. Федеральный космический центр организует также взаимодействие с администрацией города по ключевым направлениям жизнедеятельности комплекса: железнодорожным перевозкам, тепло-, электро- и водоснабжению, социальным вопросам.
Директором предприятия с момента его основания являлся Е. М. Кушнир; в июле 2007 он переведён на другую работу, а исполняющим обязанности директора ФКЦ «Байконур» приказом руководителя Роскосмоса назначен Дмитрий Чистяков, ранее занимавший должность заместителя директора ФКЦ. Роскосмос объявил конкурс на замещение вакантной должности директора ФКЦ, официальное назначение нового руководителя ФКЦ «Байконур» состоялось в сентябре 2007.